# Бібергемюнд
Бібергемюнд (нім. Biebergemünd) — сільська громада в Німеччині, знаходиться в землі Гессен. Підпорядковується адміністративному округу Дармштадт. Входить до складу району Майн-Кінціг.
Площа — 78,55 км2. Населення становить 8319 ос. (станом на 31.12.21).